# Гаврил Чанаков
Гаврил Геров Чанаков е български революционер, деец на Вътрешната македоно-одринска революционна организация.

## Биография
Чанаков е роден в 1883 година в западномакедонския българо-албански град Тетово, тогава в Османската империя. Брат му Тодор Чанаков е четник на Аргир Манасиев, а другият му брат Христо Чанаков е четник на Боби Стойчев. В 1907 година влиза в четата на Лука Джеров, с която се сражава при Чеган. По-късно е в четата на Алексо Стефанов и също участва в няколко сражения.
След установяването на сръбска власт във Вардарска Македония, като бивш български четник, е преследван от сръбските власти и на няколко пъри арестуван.
На 19 февруари 1943 година, като жител на Скопие, подава молба за българска народна пенсия, която е одобрена и пенсията е отпусната от Министерския съвет на Царство България.